# Falcunculus leucogaster
El silbador cabezón occidental  (Falcunculus leucogaster) es una especie de ave paseriforme de la familia Pachycephalidae endémica del sudoeste de Australia, donde habita en bosques y matorrales mediterráneos abiertos.

## Taxonomía
Existe un debate abierto entre los científicos sobre si las tres variedades de silbador cabezón son tres aves lo suficientemente diferentes para ser especies diferenciadas o si, por el contrario, son tres subespecies de una especie.

## Descripción
Mide unos 17-19 cm siendo la especie más grande del género Falcunculus. Presenta un color verde amarillento en la espalda, las alas y la cola; mientras que las partes inferiores del cuerpo son de un color amarillo brillante con una franja amplia en el abdomen de color blanco. Esta franja blanca es la principal diferencia con las otras especies de Silbador cabezón. Las plumas primarias del interior de las alas son de color amarillo gastado. Tiene una cresta en la parte superior de la cabeza de color negro y una amplia mancha en la garganta de color negro en los machos y de color verdoso en las hembras. La cabeza es blanca atravesada por una banda longitudinal de color negro. Tiene un robusto pico negro y las patas son también de este color.

## Distribución y hábitat
Esta especie es endémica en dos pequeñas áreas del sudoeste de Australia. Habita bosques y matorrales de tipo mediterráneo que son característicos de esta región de Australia donde predominan los eucaliptos. 

## Comportamiento
El silbador cabezón occidental es un ave diurna que ocupa el mismo territorio durante todo el año sin realizar migraciones, solo realiza cortos movimientos locales. Se encuentra en parejas o grupos familiares pequeños de hasta 5 individuos y, a veces, puede mezclarse con otras especies de aves.
Tiene una dieta principalmente insectívora y se alimenta de cigarras, saltamontes, grillos, arañas, larvas de escarabajos, etc. A veces, puede comer frutos y semillas. Es arbóreo y se alimenta generalmente en la copa de los árboles donde busca invertebrados entre el follaje, bajo la corteza o en la madera muerta. Al contrario que otras especies de silbadores cabezones que encuentran su alimento preferentemente hurgando y raspando bajo la corteza y las ramas de los árboles, esta especie se alimenta principalmente de los insectos que  encuentra entre el follaje. 
La temporada de cría comienza con la estación húmeda. Las parejas empiezan a construir sus nidos entre septiembre-octubre y la puesta se alarga entre octubre y marzo. El nido tiene forma de copa y está hecho de hierba, tiras de corteza, ramitas y telarañas. Generalmente se coloca entre la unión de dos ramas en la copa de un árbol y los pájaros cortan las hojas de alrededor para dejar espacio. El período de incubación es de 18-20 días; participan ambos sexos aunque la hembra más que el macho. Los polluelos dependerán de su padres hasta marzo-abril. Suele poner dos o tres huevos pero generalmente sólo una cría sobrevive.

## Conservación
Está clasificado por la UICN como preocupación menor aunque las poblaciones están en claro declive. Es poco común en su área de distribución y tiene dificultades para sobrevivir en las áreas con vegetación nativa que persisten dentro de las zonas cultivadas. Esto parece deberse a los hábitos alimenticios de esta especie y a la disponibilidad del alimento. Al alimentarse de los insectos que encuentra entre el follaje principalmente, y al ser estos menos abundantes que en otras zonas de Australia, hacen que el silbador cabezón occidental requiera unas áreas de mayor extensión para alimentarse.